# The Best of ZZ Top
The Best of ZZ Top (s podtitulem 10 Legendary Texas Tales) je výběr největších hitů americké blues rockové hudební skupiny ZZ Top, vydané v roce 1977.

## Seznam skladeb
Všechny skladby napsali Billy Gibbons, Dusty Hill a Frank Beard, pokud není uvedeno jinak.

### Strana 1
1. "Tush" – 2:14
  - Původně na albu Fandango! (1975)
2. "Waitin' for the Bus" (Gibbons, Hill) – 2:59
  - Původně na albu Tres Hombres (1973)
3. "Jesus Just Left Chicago" – 3:29
  - Původně na albu Tres Hombres (1973)
4. "Francine" (Gibbons, Kenny Cordray, Steve Perron) – 3:33
  - Původně na albu Rio Grande Mud (1972)
5. "Just Got Paid" (Gibbons, Bill Ham) – 4:27
  - Původně na albu Rio Grande Mud (1972)

### Strana 2
1. "La Grange" – 3:51
  - Původně na albu Tres Hombres (1973)
2. "Blue Jean Blues" – 4:42
  - Původně na albu Fandango! (1975)
3. "Backdoor Love Affair" (Gibbons, Ham) – 3:20
  - Původně na albu ZZ Top's First Album (1971)
4. "Beer Drinkers and Hell Raisers" – 3:23
  - Původně na albu Tres Hombres (1973)
5. "Heard it on the X" – 2:23
  - Původně na albu Fandango! (1975)

## Sestava
- Billy Gibbons – kytara, zpěv
- Dusty Hill – baskytara, zpěv
- Frank Beard – bicí, perkuse